# Inčukalns kommun
Inčukalns kommun (lettiska: Inčukalna novads) var en kommun i Lettland. Den låg i den centrala delen av landet, 40 km nordost om huvudstaden Riga. Antalet invånare var 8 504. Arean var 112 kvadratkilometer. Inčukalna novads gränsade till Ādažu novads, Sējas novads, Krimuldas novads, Siguldas novads, Ropažu novads och Garkalnes novads.
2021 upphörde kommunen att existera. Inčukalns gick över till Sigulda kommun medan Vangaži gick över till Ropaži kommun.
Följande samhällen fanns i Inčukalna novads:
- Vangaži
- Inčukalns